# Jean Louël
 (octobre 2024).
Jean Hippolyte Oscar Louël, né le 3 janvier 1914 Ostende et mort le 4 octobre 2005 à Nivelles, est un compositeur, professeur de musique, chef d'orchestre et pianiste belge.

## Parcours
Il étudie au Conservatoire d'Ostende avec Toussaint de Sutter, au Conservatoire de Bruges avec Joseph Ryelandt et au Conservatoire royal de Gand avec des maîtres tels que Georges Lonque et Martin Lunssens, étudiant le contrepoint et la fugue. Il étudie ensuite la composition avec Joseph Jongen et la direction d'orchestre avec Désiré Defauw au Conservatoire royal de Bruxelles. Il obtient ensuite un diplôme de direction d'orchestre au Conservatoire supérieur de Paris après avoir étudié auprès d'Eugène Bigot.
En 1941, il remporte le Prix belge de virtuosité pour piano et en 1943 le Prix de Rome avec la cantate La navigation d'Ulysse.
Après avoir été nommé professeur de piano au Conservatoire de Gand, sa carrière fait à Bruxelles à partir de 1941. Il devient professeur d'harmonie au Conservatoire de Bruxelles et à partir de 1959 professeur de composition à la Chapelle musicale Reine Élisabeth. Il est également directeur des académies de musique d'Alost et d'Anderlecht et devint en 1956 inspecteur de l'enseignement musical pour la Flandre.
Il est membre de l'Académie royale flamande des lettres, des sciences et des beaux-arts de Belgique.
Il écrit une musique majoritairement instrumentale, qui reflète un style très personnel. Son concerto pour violon, composé en 1971, est devenu une œuvre obligatoire pour les finalistes du Concours musical international Reine Élisabeth de Belgique.

## Compositions

### Œuvres pour orchestre
- 1942 : Fantaisie sur deux chansons de trouvères pour orchestre
- 1942 : Suite pour orchestre de chambre
- 1943 : Burlesque pour basson et orchestre
- 1945 : Concerto n°1 pour piano et orchestre
- 1945 : Marche funèbre
- 1945 : Marche triomphale
- 1947 : Concerto da camera pour flûte et orchestre
- 1949 : Concerto n°2 pour piano et orchestre
- 1950 : Concerto n°1 pour violon et orchestre
- 1968 : Première Symphonie pour orchestre à cordes
- 1971 : Concerto n°2 pour violon et orchestre
- 1972 : Deuxième Symphonie pour orchestre à cordes
- 1983 : Concerto pour cor et orchestre
- 1986 : Troisième Symphonie pour orchestre
- 1986 : Concerto pour violoncelle et orchestre
- 1992 : Concerto pour clarinette et orchestre

### Œuvres pour orchestre de concert
- Fanfares de 1948 : Guerre, deuil et paix
- 1960 : Fanfares JM (pour la Jeunesse et la Musique)
- 1973 : Toccata et fugue
- 1976 : Rhapsodie pour orchestre de concert
- 1980 : Marche triomphale
- 1985 : Musique de deuil
- 1990 : Quatrième Symphonie - Syrinx
  1. Allegro avec brio
  2. Andandte quasi Allegro
  3. Scherzo (Allegro con spirito)
  4. Allegro molto

### Musique vocale avec orchestre ou instruments
- 1939 : Un pauvre petit berger pour ténor et piano - texte : Paul Verlaine
- 1943 : La navigation d'Ulysse pour solistes, chœurs (hommes et femmes) et orchestre - texte : Herwig Hensen

### Musique de chambre
- 1935 : Sonate pour clarinette et piano
- 1955 : Sonatine pour deux violons et piano
- 1958 : Quintette pour flûte, hautbois, clarinette, cor et basson
- 1960 : Sonate pour violon et piano
- 1965 : Etude n°15 pour quatre timbales et piano
- 1967 : Suite pour flûte, violoncelle, vibraphone et harpe
- 1980 : Ritmico ed Arioso pour trombone (ou cor, ou trombone basse, ou tuba, ou trompette) et piano
- 1984 : Quatuor de saxophones pour quatre saxophones
- 1988 : Quatuor à cordes pour 2 violons, alto et violoncelle
- 1989 : Sonate pour flûte et piano
- 1989 : Suite pour 2 trompettes, cor, trombone et tuba
- 1990 : Quatuor de clarinettes pour quatre clarinettes

### Œuvres pour piano
- 1942 : Sonatine pour piano
- 1942 : Suite pour piano
- 1972 : Toccata pour piano
- 1995 : Sonate pour piano

### Fonctionne pour guitare
- 1975 : Malincolico et jeu
- Canon
- Menuet

### Fonctionne pour cor solo
- 1re invention